# Cisaille guillotine
 (septembre 2008).
Si vous disposez d'ouvrages ou d'articles de référence ou si vous connaissez des sites web de qualité traitant du thème abordé ici, merci de compléter l'article en donnant les références utiles à sa vérifiabilité et en les liant à la section « Notes et références ».
Pour les articles homonymes, voir Guillotine (homonymie).

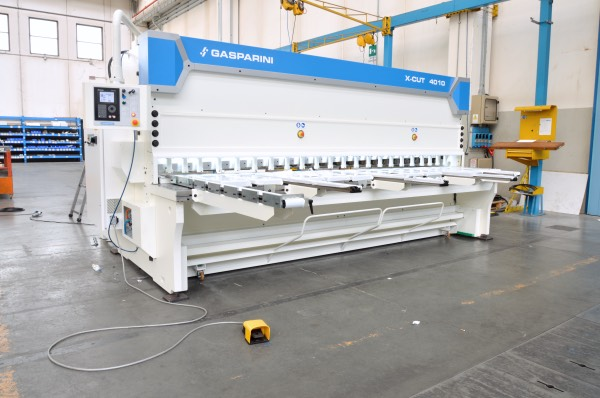
Cisaille guillotine hydraulique avec commande numérique.

La cisaille guillotine sert à découper les tôles. Elle est largement répandue dans l'industrie transformatrice des métaux, principalement dans les chaudronneries et les métalleries. 
Agissant comme la lame d'une guillotine ou d'une paire de ciseaux, la lame supérieure va pénétrer le métal et le coincer sur une lame inférieure. Il existe deux principaux types de coupe : 
- une coupe en forme de triangle rectangle, où la lame descend inclinée ;
- une coupe en forme de rectangle, où la lame descend droite.

La cisaille guillotine peut être à commande manuelle ou numérique. Elle s'actionne à l'aide d'un pédalier situé sur le sol. Ces machines sont en général hydrauliques, le système d'activation se faisant à l'aide d'huile sous pression. 
Ce type de machine sera sans doute remplacé par la découpe laser, machine encore très couteuse mais relativement agréable de par sa précision et sa rapidité d'exécution.

## Presse à cisaillement (type guillotine)
Les presses à cisaillement sont utilisées dans l'industrie du recyclage. Elles sont capables de cisailler de grands morceaux de métal (voiture recyclée, poutre structurelle, rebute industrielle, etc.). Elles ont des puissances qui varient énormément selon l'application, il existe par exemple des presses à cisaille de puissance supérieure de 1 500 t. Ces machines fonctionnent à l'aide de systèmes hydrauliques alimentés par des pompes électriques.

## Sécurité des cisailles et prévention des risques professionnels
Les cisailles guillotines sont des machines. Elles peuvent, si aucune mesure de prévention n’est prise, présenter des risques pour les opérateurs et tierces personnes amenés à les côtoyer. Dans l’Union Européenne, d’un point de vue réglementaire, leur conception et leur utilisation doivent être conformes, entre autres :
- à la directive "Machines" 2006/42/CE pour la conception,
- à la directive 2009/104/CE qui s’adresse aux utilisateurs de machines.

### Conception des machines destinées au marché européen
Conformément aux dispositions de la Directive européenne Machines 2006/42/CE, les fabricants doivent réduire les risques dès la conception et respecter les Exigences Essentielles de Santé et de Sécurité listées dans son Annexe I.
Pour les aider dans leur démarche, les fabricants pourront s’appuyer sur la norme ISO 12100 qui décrit les principes généraux de conception des machines ainsi que sur la brochure INRS ED6122 « Sécurité des équipements de travail. Prévention des risques mécaniques ».

### Utilisation des machines sur le territoire européen
Afin de préserver la santé et la sécurité des travailleurs, l’employeur doit s’assurer que les machines sont sûres et conformes et que leur utilisation n’expose pas les salariés à des risques, et ceci dans toutes leurs phases de vie.
A cet effet, il doit réaliser l’évaluation des risques liés à la machine dont les résultats seront transcrits dans le Document unique d’évaluation des risques.
De plus, l’employeur a l’obligation de maintenir la machine en état de conformité (article 4.2 de la directive européenne 2009/104/CE).
Il peut s’appuyer sur la brochure INRS ED6016 « Cisailles guillotines en service - Travail en sécurité ».